# Die Familie Worel
Die Familie Worel ist eine Rahmenerzählung von Ferdinand von Saar, 1905. Zuerst abgedruckt in zwei Teilen im Jänner 1905 im Neuen Wiener Tagblatt, fand sie Aufnahme in Saars "Novellen aus Österreich".

## Inhalt
Der Rahmenerzähler sitzt mit Graf Erwin im Salon des Schlosses, als ein Kammerdiener Neuigkeiten von den Arbeiterunruhen in der Stadt bringt. Es ist zu Blutvergießen gekommen. Unter den Opfern befindet sich auch Olga Worel. Zum Erstaunen des Erzählers vertraut ihm der Graf an, dass er dieses Mädchen einst heiraten wollte. Nun erzählt der Graf.

### Binnenerzählung
Der Graf, der jüngere Bruder des Fürsten, trifft, bevor er mit seinem Regiment nach Italien ziehen muss, mit der Tochter der Dienerfamilie Worel in einer Gartenlaube zusammen. Überwältigt von der Leidenschaft, fallen sich die beiden jungen Leute in die Arme. Doch dieser Jugendflirt hält nicht lang. Der Graf vergisst Olga. Später wird er Gesandter in Madrid. Dort verliebt er sich unglücklich in eine verheiratete Frau. Er kehrt auf Urlaub nach Hause zurück, fest entschlossen, Olga zu heiraten und sich zurückzuziehen. Es hat sich aber viel verändert. Die Worels haben sich nicht mehr mit ihrem Dienerverhältnis begnügen wollen und sind in die Stadt gezogen. Aus einem zufällig belauschten Gespräch muss der Graf erfahren, dass Olga nichts für ihn übrig hat. So fährt er nach Madrid zurück. Als er nach Jahren zurückkommt, erfährt er, dass die Worels in große Not geraten sind. Der Sohn ist missraten, Olgas Ehemann im Zuchthaus, sie hat zwei Kinder. Und als auch ihre Eltern noch einmal ein Kind bekommen, wenden sie sich um finanzielle Hilfe an den Fürsten. Der Graf überbringt ihnen 300 Gulden und kann die Verhältnisse kennenlernen. Nach dem Besuch erfährt er von der alten Frau Worel, dass Olga nun die Geliebte eines Sozialisten sei. Diese Verbindung hat sie schließlich das Leben gekostet.

## Belege
1. ↑  Neues Wiener Tagblatt, 39 (1905) #6, 1–5 und #7, 1–3. (6. bzw. 7. Januar 1905)